# 降樟脑
降樟脑（英語：Norcamphor）是一种橋环酮类有机化合物，可看作樟脑的同系物，少了三个甲基基团。降樟脑常温下为无色固体，常用于有机合成中加入降冰片烷的桥环结构。降樟脑通常由降冰片烯与甲酸合成，是合成降冰片的前体。